# Norra Itjarbergstjärnen
Norra Itjarbergstjärnen är en sjö i Falu kommun i Dalarna och ingår i Dalälvens huvudavrinningsområde. Sjön är 5,5 meter djup, har en yta på 0,0634 kvadratkilometer och befinner sig 264,1 meter över havet. Sjön avvattnas av vattendraget Mosbäcken. Vid provfiske har abborre, lake, mört och regnbåge fångats i sjön.

## Delavrinningsområde
Norra Itjarbergstjärnen ingår i det delavrinningsområde (676390-149858) som SMHI kallar för Inloppet i Lilla Mosan. Medelhöjden är 284 meter över havet och ytan är 14,46 kvadratkilometer. Det finns inga avrinningsområden uppströms utan avrinningsområdet är högsta punkten. Mosbäcken som avvattnar avrinningsområdet har biflödesordning 3, vilket innebär att vattnet flödar genom totalt 3 vattendrag innan det når havet efter 282 kilometer. Avrinningsområdet består mestadels av skog (87 procent). Avrinningsområdet har 0,8 kvadratkilometer vattenytor vilket ger det en sjöprocent på 5,5 procent.